# Word Gets Around
Word Gets Around – debiutancki album walijskiej rockowej grupy Stereophonics wydany w sierpniu 1997.

## Lista utworów
1. "A Thousand Trees" – 3:02
2. "Looks Like Chaplin" – 2:32
3. "More Life in a Tramp's Vest" – 2:19
4. "Local Boy in the Photograph" – 3:22
5. "Traffic" – 4:54
6. "Not up to You" – 4:37
7. "Check My Eyelids for Holes" – 2:43
8. "Same Size Feet" – 3:59
9. "Last of the Big Time Drinkers" – 2:45
10. "Goldfish Bowl" – 3:02
11. "Too Many Sandwiches" – 5:03
12. "Billy Davey's Daughter" – 3:45